# Джиліан Н'Гессан
Джиліан Н'Гессан (фр. Djylian N'Guessan; нар. 30 серпня 2008) — французький футболіст, нападник клубу «Сент-Етьєн».

## Клубна кар'єра
Вихованець академії «Сент-Етьєна», де почав займатися з 7-ми років. 18 листопада 2024 року підписав з клубом свій перший професіональний контракт. 7 вересня 2024 року дебютував за резервну команду в матчі Насьйоналя 3 проти клубу «Ліон-Ла-Дюшер». 21 вересня в поєдинку проти «Евіана» забив свій перший гол у кар'єрі.
4 січня 2025 року дебютував в основному складі «Сент-Етьєна» в матчі Ліги 1 проти «Реймса», замінивши Люку Стассена. У віці 16 років і 127 днів став третім наймолодшим гравцем в історії клубу після Лорана Паганеллі і Лорана Руссе. Окрім цього став наймолодшим футболістом, що зіграв у топ-5 чемпіонатах у сезоні 2024–25, перевершивши досягнення Ібраїма Мбає («Парі Сен-Жермен»).

## Кар'єра в збірній
Народився у Франції, його батько івуарієць, а мати — француженка. Виступав за збірні Франції до 16 і до 17 років. В травні 2025 року потрапив в заявку збірної до 17 років на юнацький чемпіонат Європи в Албанії. На турнірі провів п'ять матчів, відзначившись голом проти збірної Німеччини, дублем проти збірної Албанії та в чвертьфіналі проти збірної Бельгії, а його команда дійшла до фіналу, де поступилась портульцям. Окрім цього увійшов до символічної збірної чемпіонату.

## Статистика виступів
Станом на 3 травня 2025 
| Клуб              | Сезон             | Чемпіонат         | Чемпіонат | Чемпіонат | Кубок | Кубок | Єврокубки | Єврокубки | Інші  | Інші | Всього | Всього |
| Клуб              | Сезон             | Дивізіон          | Матчі     | Голи      | Матчі | Голи  | Матчі     | Голи      | Матчі | Голи | Матчі  | Голи   |
| ----------------- | ----------------- | ----------------- | --------- | --------- | ----- | ----- | --------- | --------- | ----- | ---- | ------ | ------ |
| Сент-Етьєн Б      | 2024–25           | Насьйональ 3      | 8         | 2         | —     | —     | —         | —         | —     | —    | 8      | 2      |
| Сент-Етьєн        | 2024–25           | Ліга 1            | 7         | 0         | 0     | 0     | —         | —         | —     | —    | 7      | 0      |
| Всього за кар'єру | Всього за кар'єру | Всього за кар'єру | 15        | 2         | 0     | 0     | 0         | 0         | 0     | 0    | 15     | 2      |

## Досягнення
Особисті
- Символічна збірна юнацького чемпіонату Європи (до 17 років): 2025[15]